# Маджуро
Маджуро (на английски: Majuro; на маршалски: Mājro) е столицата и най-големият град в островната държава Република Маршалови острови. Към 2011 г. има население от 27 797 души.
Градът е построен върху атол, състоящ се от 64 острова и носещ също името Маджуро. В града има пристанище, международно летище, хотели и райони с магазини. Както много други атоли, така и Маджуро се състои от множество изключително тесни земни площи, на места толкова тесни, че човек може да хвърли камък от едната до другата страна на ивицата.
Главните острови от атола са Делап, Улига и Дарит и са познати като Д-У-Д. Улига е главният финансов център на атола. В Улига се намират и всички учебни заведения в Маджуро. Административният център на града е разположен в Делап, където се намира парламента на островната република. В Дарит живее по-голямата част от населението на Маджуро. На 30 мили от Д-У-Д се намира комуната Лаура, където живее значителна част от населението. Повечето от жителите на града са християни.
Атолът се състои от 9,7 km² земя, които оформят 295 km² лагуна. Кокосовото масло и копрата са едни от основните продукти, които Маршаловите острови изнасят. Столичният град Маджуро служи като събирателен център на маслото, което се изпраща от всички по-малки атоли в района. Градовете Маджуро и Куаджалейн служат като транспортни центрове, въпреки че летището и пристанището на Маджуро са по-често използвани заради военния статус на тези в Куаджалейн.
Икономиката на града се задвижа главно от сектора на услугите.

## Побратимени градове
- Тайпе, Тайван
- Кауаи, Япония
- Гуам, САЩ